# Феодосий (Васнев)
Митрополи́т Феодо́сий (в миру Серге́й Ива́нович Ва́снев; 26 января 1961, Пичаево, Тамбовская область, РСФСР, СССР) — епископ Русской православной церкви, митрополит Тамбовский и Рассказовский, глава Тамбовской митрополии.

## Биография
Родился 26 января 1961 года в посёлке Пичаево Тамбовской области, в семье священника. По окончании средней школы и службы в армии в 1981 году поступил в Московскую духовную семинарию, которую окончил в 1984 году по первому разряду. В том же году стал студентом Московской духовной академии (МДА).
В январе 1985 года был направлен в Чехословакию на православный богословский факультет в Прешове, где получил высшее богословское образование, окончив факультет в 1988 году с учёной степенью магистра богословия за сочинение на кафедре церковной истории на тему «Крещение Руси».
Летом 1985 года в составе группы, представлявшей духовные школы Русской православной церкви, участвовал в работе международного молодежного лагеря «Агапе-5», проходившего в Чехословакии и организованного в рамках Всемирной православной молодёжной организации Синдесмос.
22 августа 1987 года по благословению патриарха Пимена в Троицком соборе Московского Свято-Данилова монастыря митрополитом Минским и Белорусским Филаретом, председателем отдела внешних церковных сношений был пострижен в монашество с наречением имени Феодосий в честь преподобного Феодосия, игумена Киево-Печерского.
28 августа 1987 года в храме Святых Первоверховных Апостолов Петра и Павла в Лефортове в Москве епископом Каширским Феофаном, викарием Московской епархии, заместителем председателя отдела внешних церковных сношений Московского патриархата рукоположён в иеродиакона.
1 января 1988 года указом патриарха Пимена назначен исполнять диаконское служение на подворье Русской православной церкви в Карловых Варах (Чехословакия).
В марте 1988 года патриархом Пименом награждён Патриаршей грамотой.
Весной 1988 года на православном богословском факультете в Прешове принимал участие в работе Международной конференции, проведённой «Синдесмосом» совместно со Всемирной федерацией христианских студентов (ВФХС).
В июне 1988 года был участником торжеств, проводившихся Русской православной церковью по случаю исторического юбилея 1000-летия Крещения Руси.
12 июля 1988 года в храме Святых Первоверховных Апостолов Петра и Павла подворья Русской православной церкви в Карловых Варах настоятелем подворья епископом Подольским Владимиром (Икимом), викарием Московской епархии, рукоположён в иеромонаха и назначен на должность клирика Петропавловского храма подворья в Карловых Варах.
10 января 1989 года к празднику Рождества Христова указом патриарха Пимена награждён наперсным крестом.
С декабря 1989 года по август 1990 года находился в Федеративной Республике Германии, где в Институте по связям с Восточными Церквами в Регенсбурге проходил научную стажировку. В рамках программы обучения посетил Австралию, Швейцарию, Францию, Люксембург, Бельгию, Голландию, Италию. В апреле 1990 года в Венеции, Ферраре и Флоренции (Италия) участвовал в Международном научном форуме, посвящённом 550-летию Ферраро-Флорентийского собора. В середине мая 1990 года в Тутцинге (ФРГ) в составе делегации Русской православной церкви принимал участие в Международном симпозиуме «Церкви в контексте многообразия культур. На пути в третье тысячелетие».
В августе 1990 года назначен на должность референта в сектор зарубежных учреждений Русской православной церкви отдела внешних церковных сношений Московского патриархата и в то же время стал насельником Московского Свято-Данилова монастыря.
В 1991 году назначен заведующим сектором зарубежных учреждений Русской православной церкви в отделе внешних церковных сношений Московского патриархата.
В марте 1991 года в составе паломнической делегации во главе с патриархом Московским и всея Руси Алексием II посетил Святую землю.
В августе 1991 года в составе паломнической группы, представлявшей монастыри Русской православной церкви, посетил Болгарию и Святую Гору Афон (Греция).
В 1992 году патриархом Московским и всея Руси Алексием II к празднику Пасхи Христовой удостоен сана игумена.
В 1992 году по посетил Тунис с целью изучения возможности открытия в этой стране прихода Московского Патриархата.
26 апреля 1993 года определением Священного синода назначен начальником Русской духовной миссии в Иерусалиме. 22 мая патриархом Иерусалимским Диодором I возведён в сан архимандрита.
22 декабря 2000 года в составе делегации Русской православной церкви присутствовал на отпевании патриарха Иерусалимского Диодора в кафедральном храме Святых Равноапостольных Константина и Елены.
12 марта 2002 года решением Священного синода определён епископом Ветлужским, викарием Нижегородской епархии.
19 апреля в храме во имя Всех святых, в земле Российской просиявших, патриаршей резиденции в Свято-Даниловом монастыре в Москве было совершено наречение архимандрита Феодосия (Васнева) во епископа Ветлужского, викария Нижегородской епархии.
21 апреля был хиротонисан во епископа Ветлужского, викария Нижегородской и Арзамасской епархии. Хиротонию совершили патриарх Московский и всея Руси Алексий II, митрополит Крутицкий и Коломенский Ювеналий (Поярков), митрополит Смоленский и Калининградский Кирилл (Гундяев), митрополит Солнечногорский Сергий (Фомин), митрополит Волоколамский и Юрьевский Питирим (Нечаев), митрополит Ташкентский и Среднеазиатский Владимир (Иким), архиепископ Нижегородский и Арзамасский Евгений (Ждан), архиепископ Истринский Арсений (Епифанов), архиепископ Верейский Евгений (Решетников), епископ Филиппопольский Нифон (Сайкали) (Антиохийский патриархат), епископ Орехово-Зуевский Алексий (Фролов), епископ Дмитровский Александр (Агриков), епископ Сергиево-Посадский Феогност (Гузиков), епископ Пермский и Соликамский Иринарх (Грезин) и епископ Брянский и Севский Феофилакт (Моисеев).
11 октября 2002 года назначен управляющим Нижегородской и Тамбовской епархиями.
26 декабря 2002 года решением Священного синода назначен управляющим Тамбовской и Мичуринской епархией.
C 2010 года — член Общественной палаты Тамбовской области.
26 декабря 2012 года титул изменён на «Тамбовский и Рассказовский», назначен главой Тамбовской митрополии и временным управляющим Мичуринской епархией (временно управлял до 27 сентября 2013 года).
3 января 2013 года в патриаршем Успенском соборе Московского Кремля возведён в сан митрополита.
31 мая — 2 июня 2014 года возглавил делегацию Русской православной церкви на освящении нового кафедрального собора в Тиране.
Член комиссии Межсоборного присутствия по богослужению и церковному искусству.
20 марта 2025 года решением Священного Синода РПЦ освобождён от должности ректора Тамбовской духовной семинарии.

## Образование
- 1981—1984 гг. — Московская Духовная семинария.
- 1984—1985 гг. — Московская Духовная академия.
- 1985—1988 гг. — Богословский факультет университета в Прешове (Чехословакия).
- 1989—1990 гг. — Институт по связям с Восточными церквами в Регенсбурге (ФРГ).

## Награды
Церковные:
- Орден святых равноапостольных Кирилла и Мефодия III степени (Православная церковь Чешских земель и Словакии; 6 сентября 1987)
- Патриаршая грамота (1988)
- Орден Святого Креста (Иерусалимская Православная Церковь; февраль 1996)
- Орден преподобного Сергия Радонежского III степени (май 1996)
- Орден святого равноапостольного великого князя Владимира III степени (июнь 1997)
- Орден святых равноапостольных Кирилла и Мефодия I степени (Православная церковь Чешских земель и Словакии, декабрь 2001)
- Орден священномученика Иоанна Рижского III степени (Латвийская Православная Церковь, 2006)
- Памятная медаль «1020-летие Крещения Руси» (2008)
- Юбилейный орден «1020-летие Крещения Руси» (Украинская Православная Церковь, 2008)
- Орден преподобного Сергия Радонежского II степени (2008)
- Орден преподобного Серафима Саровского II степени (2011)
- Орден Святителя Иннокентия, митрополита Московского и Коломенского II степени (2021)[10]

Светские:
- Орден Александра Невского (2 июля 2021) — за большой вклад в сохранение и развитие духовно-нравственных и культурных традиций, многолетнюю плодотворную деятельность[11]
- Орден Почёта (25 января 2008) — за большой вклад в развитие духовно-нравственных традиций и просветительскую деятельность[12]
- Орден Дружбы (11 августа 2000) — за большой вклад в развитие духовных и культурных связей зарубежной общественности с Россией[13]
- Юбилейная медаль «65 лет Победы в Великой Отечественной войне 1941—1945 гг.» (2010)
- Нагрудный знак «За заслуги перед Тамбовской областью» (31 мая 2011)[14]
- Нагрудный знак «Почётный наставник Тамбовской области» (25 января 2021) — за вклад в развитие наставничества, многолетнюю плодотворную деятельность по духовно-нравственному воспитанию населения области и в связи с 60-летием[15]

## Публикации
- Речь архимандрита Феодосия (Васнева) при наречении во епископа Ветлужского // Журнал Московской патриархии. 2002. — № 5.
  - Речь архимандрита Феодосия при наречении во епископа Ветлужского // Тамбовские епархиальные вести. 2002. — № 3.
- Рождественское послание 2003 г. Газета «Тамбовская жизнь», № 3-4, 2003 // Тамбовские епархиальные вести. 2003. — № 1.
- Приветствие съезду православной молодежи Центрального федерального округа // Тамбовские епархиальные вести. 2003. — № 4.
- Приветственное слово на открытии VIII Питиримовских духовно-образовательных чтений // Тамбовские епархиальные вести. 2003. — № 9.
- Пасхальное послание 2003 г. Газета «Тамбовская жизнь», № 86, 2003 // Тамбовские епархиальные вести. 2003. — № 4.
- Рождественское послание 2004 г. Газета «Тамбовская жизнь», № 4-5, 2004. Газета «Наедине», № 1, 2004 // Тамбовские епархиальные вести. 2004. — № 1.
- Христианин и современный мир // Тамбовские епархиальные вести. 2004. — № 6.
- Мы должны быть активней // Журнал «Регион — 68». 2004. — № 1.
- Слово к читателям журнала «Православный паломник» // Журнал «Православный паломник». 2005. — № 2.
- Паломничество в Тамбовской епархии. Журнал «Православный паломник». 2005. — № 2.
- Пасхальное послание 2004 г. Газета «Тамбовская жизнь», № 70, 2004 // Тамбовские епархиальные вести.№ 4, 2004. Газета «Тамбовский курьер», № 15, 2004.
- Православной веры добрый свет // Газета «Тамбовская жизнь». 2004. — № 177—178.
- Послание в связи с прибытием в Тамбов святых мощей преподобномучениц великой княгини Елисаветы и инокини Варвары // Газета «Тамбовский курьер». 2004. — № 50.
  - Послание в связи с прибытием в Тамбов святых мощей преподобномучениц великой княгини Елисаветы и инокини Варвары // Тамбовские епархиальные вести. 2004. — № 12.
- Рождественское послание 2005 г. // Газета «Тамбовская жизнь», № 3-4, 2005 // Тамбовские епархиальные вести.№ 1, 2005. Газета «Тамбовский курьер», № 54, 2005.
- Пасхальное послание 2005 г. // Газета «Тамбовская жизнь», № 82, 2005 // Тамбовские епархиальные вести.№ 4, 2005. Газета «Тамбовский курьер», № 18, 2005. Газета «Наш город Тамбов», № 19, 2005.
- Мы должны обрести веру и единение // Газета «Тамбовская жизнь». 2005. — № 83.
- Послание в связи с 60-летием Победы в Великой Отечественной войне // Газета «Тамбовская жизнь». 2005. — № 89-90.
  - Послание в связи с 60-летием Победы в Великой Отечественной войне // Тамбовские епархиальные вести. 2005. — № 4.
- Возрождение Тамбовской духовной школы // Газета «Тамбовская жизнь». 2005. — № 141—142.
- Болезнь эту нужно лечить путем укрепления нравственности // Журнал «Глинские чтения». 2005. — № 1-2.
- Социальная программа Тамбовской епархии, способствующая нормализации демографической ситуации в Тамбовской области // Тамбовские епархиальные вести. 2005. — № 3.
- Продолжая созидательный подвиг наших предков // Газета «Маяк». 2005. — № 12.
- Создавая здоровую среду вокруг прихода // Газета «Сельская новь». 2005. — № 80.
- Церковная пресса и информационно-издательская деятельность Тамбовской епархии в контексте регионального развития на рубеже эпох // Вера и слово: материалы Первого международного фестиваля православных СМИ 16-18 ноября 2004 г. / ред.-сост. С. В. Чапнин. — М.: Издательский Совет РПЦ, 2005. — С. 68-74.
- Монашество Тамбовского края и его служение обществу // Тамбовские епархиальные вести. 2005. — № 8.
- Возрождая духовно-нравственные ценности // «Вестник администрации Тамбовской области», 2005. — № 4.
- Наркомания в России: истоки проблемы и поиски путей ее решения // Тамбовские епархиальные вести. 2006. — № 1.
  - Наркомания в России: истоки проблемы и поиски путей ее решения // Газета «Тамбовский курьер». 2006. — № 5.
- Церковное краеведение и духовное возрождение России. Опыт Тамбовской епархии // Тамбовские епархиальные вести. 2006. — № 2.
- Ректоры и администрация Тамбовской Духовной семинарии в 1867—1884 годах // Тамбовские епархиальные ведомости. 2009. — № 10. — С. 36-39.
- «Тамбовская епархия на службе Богу и людям» (доклад на ежегодном Епархиальном собрании Тамбовской епархии). // Тамбовские епархиальные ведомости. 2011. — № 1 (37).
- «Семья как осуществление промысла Божьего о человеке» // Тамбовские епархиальные ведомости. 2011. — № 2 (38).
- «Спасо-Преображенский собор города Тамбова: история создания и современное состояние». // Тамбовские епархиальные ведомости. журнал Тамбовской епархии. 2011. — № 3 (39).
- «Профессия врача в свете учения святых отцов и трудов святителя-хирурга Луки (Войно-Ясенецкого)». // Тамбовские епархиальные ведомости. журнал Тамбовской епархии. 2011. — № 4 (40).
- «Духовно-нравственные основы творчества Ф. М. Достоевского». // Тамбовские епархиальные ведомости. журнал Тамбовской епархии. 2011. — № 5 (41).
- «Духовно-нравственные основы жизни и преодоление демографического кризиса в России» // Тамбовские епархиальные ведомости. журнал Тамбовской епархии. 2011. — № 6 (42).
  - «Духовно-нравственные основы жизни и преодоление демографического кризиса в России» // «Колокольный звон», Тамбовская церковно-общественная газета. 2011. — № 7; 2011. — № 8.
- Вступительное слово // Земли Тамбовской лик благословенный / Упр. по физической культуре, спорту и туризму Тамб. области ; Ю. Щукин [и др.]. — Тамбов : Юлис, 2011. — 27 с.
- «Гомилетические труды архиепископа Луки (Войно-Ясенецкого) в Тамбовской епархии» // Тамбовские епархиальные ведомости. журнал Тамбовской епархии. 2011. — № 7 (43).
- «Бог не захочет сделать неправды» // «Тамбовская жизнь», областная общественно-политическая газета, 6 июля 2011 г., 27 июля 2011 г.
  - «Бог не захочет сделать неправды» // «Тамбовский курьер», областная общественно-политическая газета, 27 июля 2011 г.
- Некоторые вехи деятельности святителя Феофана Затворника на Тамбовской кафедре (1859—1863) // Тамбовские епархиальные ведомости. журнал Тамбовской епархии. 2011. — № 8 (44)
- Воскресная проповедь // «Колокольный звон», Тамбовская церковно-общественная газета, № 31, 2 августа 2011.
- «Духовность как основная ценность жизни» // Тамбовские епархиальные ведомости. журнал Тамбовской епархии. 2011. — № 9 (45).
- «Тамбовские страницы биографии преподобного Амвросия Оптинского» // Тамбовские епархиальные ведомости. журнал Тамбовской епархии. 2011. — № 10 (46).
- Устав духовных семинарий 1884 года и его введение в Тамбовской духовной семинарии // Тамбовские епархиальные ведомости. журнал Тамбовской епархии. 2011. — № 11 (47).
  - Устав духовных семинарий 1884 года и его введение в Тамбовской духовной семинарии // Вестник Тамбовского университета. Серия: Гуманитарные науки. — 2012. — № 4. — С. 308—212.
- «Евангельский закон благодати и истины». // Тамбовские епархиальные ведомости. журнал Тамбовской епархии, № 12 (48) 2011 г.
- Преподобный Амвросий Оптинский: от становления до прославления. «Тамбовская жизнь», областная общественно-политическая газета, № 40, 30 марта 2012 г.
- "Духовный мир Ф. М. Достоевского по роману «Братья Карамазовы». // Тамбовские епархиальные ведомости. журнал Тамбовской епархии, № 2 (50) 2012 г.
- «Духовность как базовая ценность жизни, или Разговор о вечном». «Аргументы и факты-Тамбов», общественно-политическая газета, № 5, 1-7 февраля 2012 г.
- Преподобный Амвросий Оптинский. Его духовное становление и почитание на родной Тамбовской земле «Вестник Тамбовского университета», научно-теоретический, и прикладной журнал широкого профиля, ТГУ им. Г. Р. Державина (серия: Гуманитарные науки), № 4 2012 г.
- «Вышенская икона Божией Матери. 200 лет со времени чудесного явления. „Тамбовские епархиальные ведомости“, журнал Тамбовской епархии, № 5 (53) 2012 г.
- „Церковь и государство: византийские традиции в истории России“. „Тамбовские епархиальные ведомости“, журнал Тамбовской епархии, № 6 (54) 2012 г.
- „Жизнь Тамбовской провинции по проповедям святителя Феофана Затворника в 1859 и 1860 годах“. „Тамбовские епархиальные ведомости“, журнал Тамбовской епархии, № 7 (55) 2012 г.; Интернет-издание: сайт „Свято-Успенский Вышенский монастырь“ http://svtheofan.ru/feofan-zatvornik/Феофановские-чтения-2012/66-Выступления-на-секциях/613-Феодосий.html; Интернет-издание: сайт „Издательский Совет Русской Православной Церкви“ http://izdatsovet.ru/news/detail.php?ID=53622
- Слово епископа и Тамбовского и Мичуринского Феодосия на пленарном заседании VI Феофановских чтений. Интернет-издание: сайт „Полное собрание творений святителя Феофана, Затворника Вышенского“. http://theophanica.ru/051012/03_Episkop_Feodosy.php
- „Ново-Покровский храм города Тамбова: история основания и перспективы воссоздания“. „Тамбовские епархиальные ведомости“, журнал Тамбовской епархии, № 10 (58) 2012 г.
- „Основы православной культуры“ — опыт Тамбовской епархии» // Журнал «Православное образование» Выпуск 4. Осень, 2012 г.
  - Интернет-издание: официальный сайт Московского Патриархата http://eparchia.patriarchia.ru/db/text/2621332.html
  - // Тамбовские епархиальные ведомости. журнал Тамбовской епархии № 11 (59) 2012 г.;
  - Интернет-издание: сайт «Патриаршее подворье»http://podvorie-sokolniki.ru/index.php/materialy/публицистика/item/1771-епископ-тамбовский-феодосий-о-проблемах-и-перспективах-преподавания-основ-православной-культуры
- «О перспективах развития воскресных школ в рамках диалога светского и религиозного образования». Интернет-версия http://ipk.68edu.ru›docs…konf…vzaimodeistvie/feodosii.doc
- «Преподобный старец Амвросий Оптинский о семье и воспитании детей (по письмам к мирянам)». // Тамбовские епархиальные ведомости. журнал Тамбовской епархии, № 12 2012 г; «Колокольный звон», Тамбовская общественно-церковная газета, № 12, декабрь 2012 г.
- Православная культура — важнейшая и необходимая инновация в процессе образования и воспитания школьников. «Духовно-нравственное воспитание», научно-просветительский журнал, № 12 2012 г.
- «Образование неотделимо от воспитания, а семья начинается с освященного Церковью брака». «Московский комсомолец в Тамбове», региональный выпуск общественно-политической газеты «Московский комсомолец», № 19 (614) 1-8 мая 2013 г.
- «Свт. Питирим и духовное наследие Тамбовского края». «Вестник», общественно-политическая газета Первомайского района, 26 июня 2013 г.
- «Традиции и инновации в учебно-воспитательной деятельности церковно-приходских воскресных школ». // Тамбовские епархиальные ведомости. информационно-просветительский журнал Тамбовской епархии, № 1(61) 2013 г.
- «Нравственные поучения свт. Феофана Затворника Тамбовского пастве в 1859—1860 гг.» // Тамбовские епархиальные ведомости. информационно-просветительский журнал Тамбовской епархии, № 2 (62) 2013 г.
- «Нормативно-правовые основы церковно-государственного взаимодействия в сфере образования». // Тамбовские епархиальные ведомости. информационно-просветительский журнал Тамбовской епархии, № 3 (63) 2013 г.
- «Колокольный звон», церковно-общественная газета, № 3 (84) 2013 г.
- «Роль и значение Русской Православной Церкви в социальной и духовно-нравственной жизни общества: вызовы времени». // Тамбовские епархиальные ведомости. информационно-просветительский журнал Тамбовской епархии, № 4 (64) 2013 г.
- Управление и общество : инновационное развитие регионов : материалы VIII Всерос. науч.-практ. конф. — Тамбов, 2013
- "Религиозное поэтическое творчество в наследии Г. Р. Державина. // Тамбовские епархиальные ведомости. информационно-просветительский журнал Тамбовской епархии, № 5 (65) 2013 г.
- Славянский мир: духовные традиции и словесность // Сборник материалов международной научной конференции. Выпуск № 4. Тамбов, 2013
- «Причисление святителя Питирима к сонму святых в 1914 году. Подготовка к торжествам и их проведение». // Тамбовские епархиальные ведомости. информационно-просветительский журнал Тамбовской епархии, № 6 (66) 2013 г.; Вестн. Тамб. ун-та. Сер. Гуманитар. науки. Вып. 8 (124).; Тамбовские даты, 2014год. — Тамбов, 2013
- «Свобода и достоинство человека в свете православной христианской антропологии». // Тамбовские епархиальные ведомости. информационно-просветительский журнал Тамбовской епархии, № 7 (67) 2013 г.
- «Вызовы, стоящие перед арабами-христианами». // Тамбовские епархиальные ведомости. информационно-просветительский журнал Тамбовской епархии, № 8 (68) 2013 г.
- «Воспитать в детях интерес к познанию Бога и желание служить Ему». // Тамбовские епархиальные ведомости. информационно-просветительский журнал Тамбовской епархии, № 9 (69) 2013 г.
- «Юбилейный 2012 год в истории и культуре Тамбовского края и России». // Тамбовские епархиальные ведомости. информационно-просветительский журнал Тамбовской епархии, № 10 (70) 2013 г.
- «Прошлое и настоящее соборного храма Преображения Господня г. Тамбова» // Тамбовские епархиальные ведомости. информационно-просветительский журнал Тамбовской епархии, № 12 (72) 2013 г.; Историко-культурное наследие города Тамбова. — Тамбов, 2013; Тамбовская старина. Вып. 3. Тамбов, 2013
- «Система духовного образования в России в XVIII веков» // «Город на Цне», городская общественно-политическая газета, № 16 (1132) 2013 г.
- «Вспоминаю дни древние, размышляю о всех делах Твоих…» // Тамбовская старина. Вып. 3. Тамбов, 2013
- «Тамбовская епархия в годы в годы наместничества Г. Р. Державина в Тамбове» // «Так в вечность льются дни и годы…». Издательство ТГУ им. Г. Р. Державина. Тамбов, 2013
- Тамбовская духовная семинария накануне и в период реформ духовных учебных заведений 1808—1818 годов // Богословский сборник Тамбовской духовной семинарии. 2015. — Вып. 2. — С. 112—121.
- Преобразования духовных учебных заведений: Тамбовская духовная семинария (XIX век) // Вестник Тамбовского университета. Серия: Гуманитарные науки. 2019. — Т. 24. — № 179. — С. 143—150.
- Епископ Пахомий (Симанский) и его труды по восстановлению Тамбовской епархии // Тамбовские епархиальные ведомости. — 2020. — № 9 (153). — С. 28—33.
- Церковно-общественное служение митрополита Кирилла (Смирнова) в 1914–1915 гг. (по материалам «Тамбовских епархиальных ведомостей») // Богословский сборник Тамбовской духовной семинарии. — 2024. — № 1 (26). — С. 73—91.